# Launac
Launac – miejscowość i gmina we Francji, w regionie Oksytania, w departamencie Górna Garonna.
Według danych na rok 1990 gminę zamieszkiwało 740 osób, a gęstość zaludnienia wynosiła 33 osoby/km² (wśród 3020 gmin regionu Midi-Pyrénées Launac plasuje się na 445. miejscu pod względem liczby ludności, natomiast pod względem powierzchni na miejscu 488.).

## Zabytki

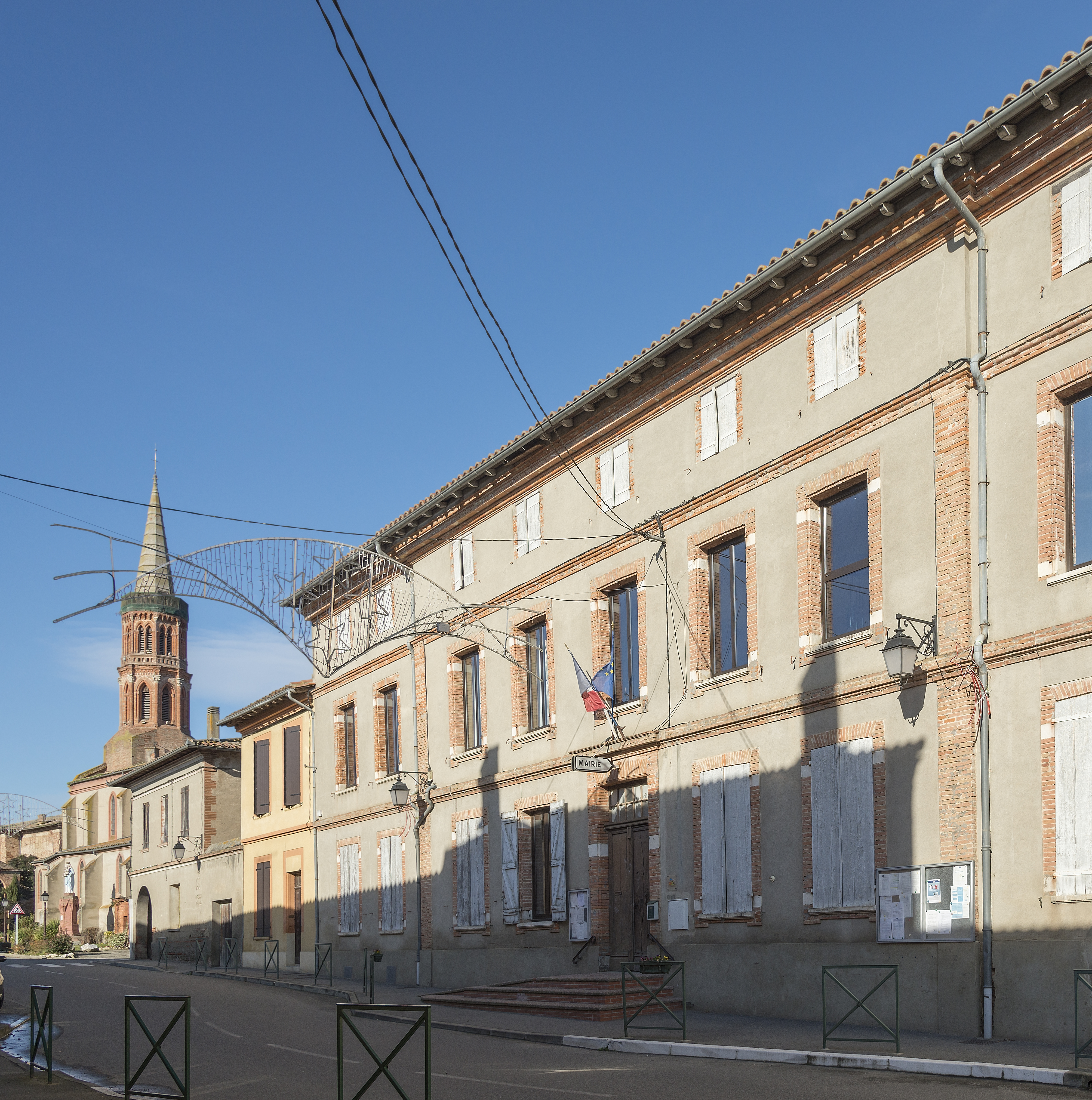
Ratusz.
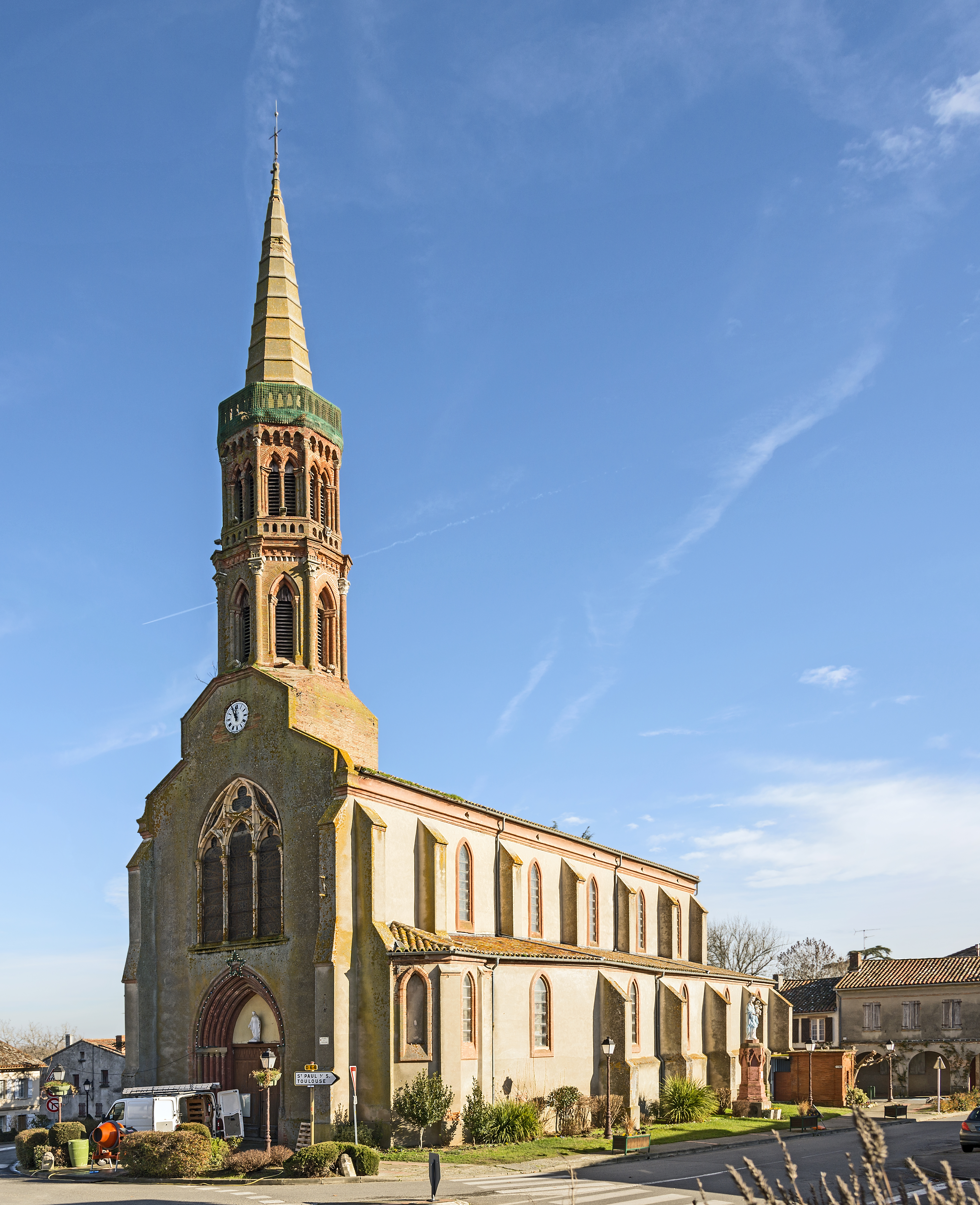
Kościół.
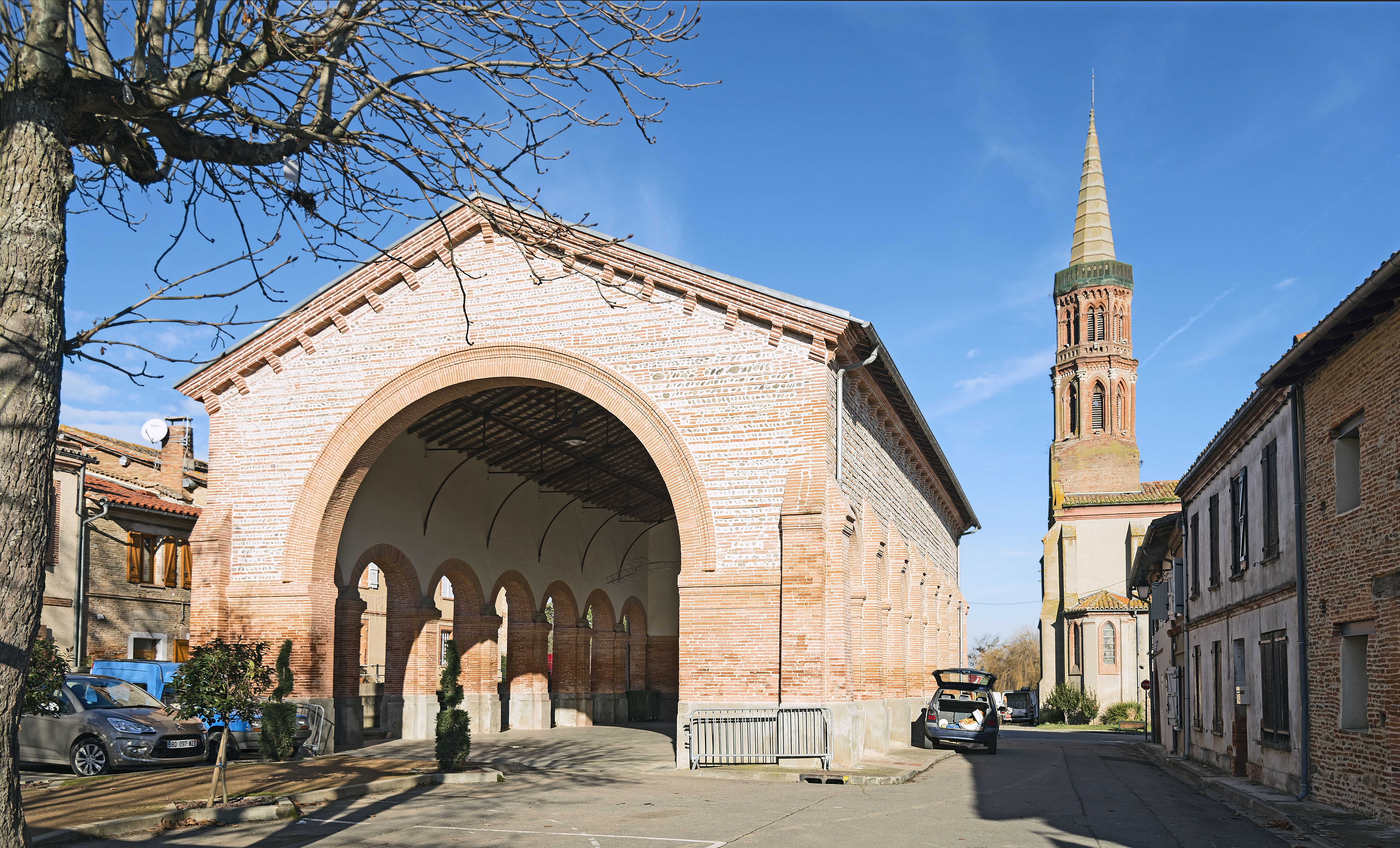
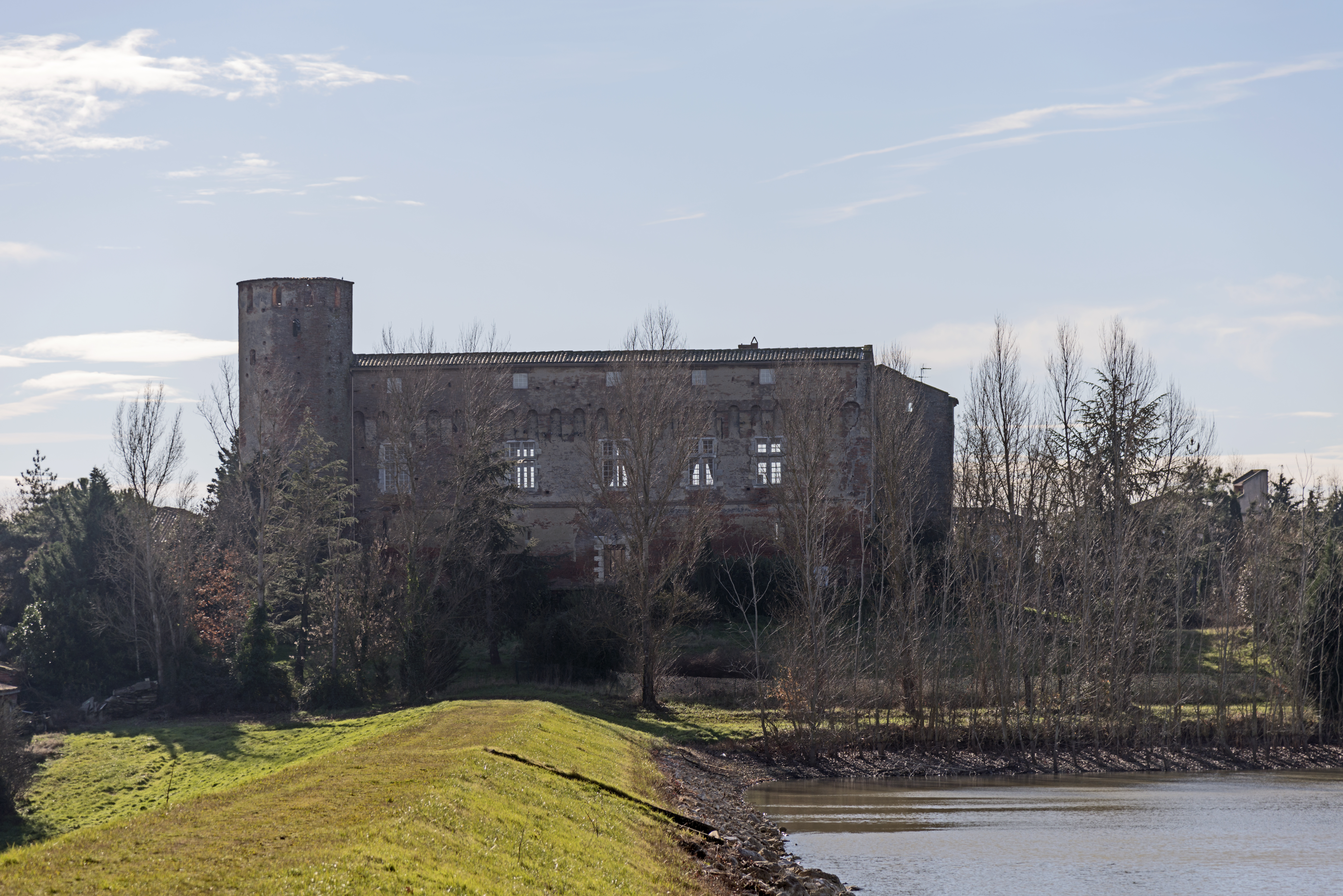
Zamek.